# Urbain-Jean Joseph Le Verrier
Urbain-Jean Joseph Le Verrier, francoski astronom, astrolog in matematik, * 11. marec 1811,  Saint-Lô, Manche, Francija, † 23. september 1877, Pariz, Francija

## Življenje in delo
Njegov oče, nižji državni uradnik, je prodal svojo hišo, da bi lahko poslal sina na univerzo. Sinov uspeh je opravičil njegovo požrtvovalnost. Svoj prvi članek o astronomiji je objavil že leta 1831 še med študijem na Politehniki.
Le Verrier je začel poklicno življenje kot kemik v Gay-Lussacovem laboratoriju, kjer je delal obetajoče raziskave s spojinami fosforja z vodikom in kisikom. Vendar se mu je leta 1836 ponudila priložnost, da postane profesor astronomije na Politehniki, kjer je delal. V vlogi astronoma se je tako znašel popolnoma po naključju. Ukvarjal se je z vprašanji nebesne mehanike, nadaljeval Laplaceovo delo in še z večjo točnostjo dokazal stabilnost Osončja.

## Gibanje Merkurja in Vulkan
Arago ga je kot pomočnika opozoril, da bi bilo potrebno gibanje Merkurja natančneje preučiti. Njegovi točni računi so pokazali, da njegovo prisončje prehiteva za 40"/stoletje kot je napovedala Newtonova teorija.
Leta 1845 je bil Le Verrier prepričan, da je med Merkurjem in Soncem še neodkrit planet. Imenoval ga je Vulkan, po rimskem bogu ognja Vulkanu, ker bi moral biti zelo vroč, saj bi zaradi bližine Sonca celo žarel. 26. marca 1859 je francoski zdravnik in ljubiteljski astronom Lescarbault gledal skozi daljnogled in bil priča nenavadni igri Sonca. Črna pika je šla preko Sončeve ploskve in izginil na drugi strani. Bil je prepričan, da je našel neznan planet. Črna pika se je premikala zelo hitro, zato je bila izključena Sončeva pega, ki bi se vrtela s Soncem. Ko je Le Verrier skušal izračunati odstopanje gibanja Merkurjeve elipse, se je zdelo počasnejše kot dejansko gibanje planetov. Iz tega je tudi sklepal, da so Venerino maso izračunali premajhno in da so njeno maso napačno prenesli na vpliv Merkurja. Vendar se je bolj nagibal k zamisli, da Merkurjev tir premika neznan planet. Poiskal je Lescarbaulta, da bi se prepričal o njegovih opažanjih, saj je bil Lescarbault zdravnik in ne astronom. Poleg tega si je želel dobiti njegov amaterski daljnogled. Njuno srečanje je bilo edinstveno v zgodovini astronomije. Znan astronom se je ponižal in poiskal neznanega skromnega ljubitelja. Najprej se je predstavljal z izmišljenim imenom, ko pa se je prepričal o zanesljivosti Lescarbaultovih opazovanj, je razkril, kdo je. Na osnovi Lescarbaultovih računov je Leverrier ocenil Vulkanov premer na 500 km, oddaljenost od Sonca pa 21,0652×109 m (30×109 m), kar je približno tretjina Merkurjeve in sedmina Zemljine polosi. Obhodna doba planeta naj bi bila 19 dni in 17 ur. Sam in mnogi drugi so poskušali pojasniti nepravilnost Merkurjevega tira z vplivom gravitacije takega namišljenega planeta med Merkurjem in Soncem, kar je bilo takrat aktualno, saj so na ta način odkrili Neptun in Pluton. Nekateri ljubitelji, kot na primer S. H. Schwabe so iskali takšen planet, še preden je Le Verrier objavil svoje izsledke. Vulkanov tir bi bil tako kot Merkurjev nagnjen na ekliptiko, zato ne bi prečkal Sončeve ploskve pri vsakem obhodu. Le Verrier je na osnovi svojih opazovanj izračunal celo trenutek Vulkanovega prehoda preko Sončeve ploskve. Po njegovi napovedi naj bi med Sonce in Zemljo prišel marca ali aprila leta 1860. Vendar ga tudi z vložitvijo velikega napora niso uspeli najti, čeprav so zelo skrbno preučevali okolico Sonca tudi ob vseh naslednjih Sončevih mrkih. Le Verrier je menil, da je šel Vulkan mimo Sonca ponoči. Marca leta 1862 ga naj bi spet odkrili. Angleški astronom ljubitelj Lummis iz Manchestra je odkril črn madež, ki je šel čez Sonce. Na osnovi njegovega opažanja so lahko še natančneje izračunali Vulkanov tir. Radau in Valz sta popravila polos na 21,201×109 m, obhodno dobo pa na 19 dni in 22 ur, kar se je skoraj ujemalo z Le Verrierovimi računi. Namesto da bi čakali, da gre Vulkan spet nepričakovano čez Sonce, bi ga bilo najbolje opazovati pri popolnem Sončevem mrku. Če bi teorije o Vulkanu držale, bi moral biti viden kot svetla pika za Merkurjem in Venero. 29. julija 1878 so lahko v ZDA opazovali popoln Sončev mrk. Najbolj sta se izkazala dva izkušena opazovalca. Watson je na observatoriju v Ann Arborju odkril zvezdo 2,5 stopinje jugozahodno od Sonca, astronom ljubitelj Swift, lovec na komete, pa je našel dve zvezdi 3 stopinje jugozahodno od Sonca. Prva zvezda je bila zanj θ Raka (θ Can), druga pa Vulkan. Oba sta trdila, da je Vulkan rdeč. Watson ga je opazoval skozi daljnogled in ni videl le svetlobe kot pri zvezdi, temveč je jasno zaznal ploskev, ki bi kazala na planet.
Zdelo se je, da je primer rešen in, da so odkrili nov planet na osnovi Le Verrierovega dela, podobno kot pred 32 leti z odkritjem Neptuna. Vendar so se o njegovem obstoju proti koncu stoletja pojavljali dvomi. Najglasnejši je bil Newcomb. Astronome je opozarjal, da naj poročilom o Vulkanu ne verjamejo slepo. V preteklem stoletju je bilo 19 poročil o temnih lisah, ki naj bi šle čez Sonce. Skoraj vse so posredovali neastronomi ali ljubitelji s slabo opremo. Medtem pa so vsak dan opazovali Sonce tudi poklicni astronomi. Danes vemo, da takega planeta ni. Drugi so predlagali tudi asteroidni obroč. Do leta 1949 so opazili samo nekaj sporadičnih asteroidov od katerih bi lahko bil samo eden Vulkan. Ena od prvih fotografij snemana leta 1949 s kamero Smithovega daljnogleda s premerom 1264 mm (48 palcev) na Observatoriju Mt. Palomar je odkrila majhen asteroid s premerom 1,448 km (9/10 milje) kjer bi moral biti Vulkan. Imenovali ga naj bi Perifet. Nekateri so krivili za sukanje tudi Merkurjevo Luno, medplanetarni prah ali celo sploščenost Sonca, ki vpliva tudi pri drugačnih gravitacijskih teorijah. Hall pa je menil, da Newtonov splošni gravitacijski zakon ne velja natančno in, da gravitacija pojema hitreje kot s kvadratom razdalje. Precesijo Merkurjevega prisončja bi tako povzročal majhen dodatek k sili, kar je vedel že Newton. Obe domnevi, asteroidni pas in odstopanje Newtonovega splošnega gravitacijskega zakona sta povzročili več težav, kot naj bi jih rešili, zato so ju opustili. Kljub temu pa razburjenje okoli Merkurjevega gibanja ni bilo popolnoma brezplodno. Schwabe je na ta način odkril cikel Sončeve aktivnosti, nekaj kar je gotovo pomembnejše kot slučajno odkritje Vulkana. Le Verrier si je s svojimi raziskavami Merkurjevega tira leta 1846 pridobil mesto v Francoski akademiji znanosti (Académie des sciences).
V letih od 1855 do 1877 (v letu 1859) je še točneje dognal, da se prisončje Merkurjevega elipsoidnega tira premika za še dodatnih 38"/stoletje več kot je kazal njegov izračun motenj kroženja planeta okoli Sonca. Problema Merkurjevega prisončja ni mogla rešiti niti generacija, ki je prišla za njim. Problem je ostal njegov edini neuspeh. Vendar je bil ta neuspeh pomembnejši za prihodnost znanosti kot njegov uspeh pri Neptunu. Neuspeh je potrdil, da Newtonova teorija gravitacije, ki jo je potrdilo odkritje Neptuna, ni popolnoma pravilna. Te Merkurjeve nepravilnosti je pojasnila šele Einsteinova splošna teorija relativnosti in je imel na neki način Hall prav, čeprav se je pokazalo, da je problem globlji. Leta 1882 je Newcomb popravil Le Verrierovo vrednost na 43". Leta 1895 je na osnovi točnih podatkov Merkurjevega gibanja navedel 42"/stoletje, kar se je pozneje lepo skladalo z Einsteinovim teoretičnim premikom. Tako je po napovedi za 41" ± 2" na stoletje ostala razlika pri hitrosti precesije Merkurjevega prisončja od opazovane. Razlika med opazovano in napovedano lego Merkurja je tako naraščala za 8" na stoletje. V splošni teoriji relativnosti se prisončje suče, enostavno rečeno, ker sta prečno in radialno gibanje povezani. Premik je:
{\displaystyle \delta ={\frac {1}{3}}\left(2-\beta +2\gamma \right){\frac {6\pi \kappa m_{\rm {S}}}{ac^{2}(1-\epsilon ^{2})}}\!\,,}
kjer je spremenljiv lomni količnik:
{\displaystyle \gamma =1-{\frac {r_{\rm {g}}}{r}}\!\,}
in gravitacijski polmer:
{\displaystyle r_{\rm {g}}={\frac {2\kappa m}{c^{2}}}\!\,,}
ter (Lorentzev faktor):
{\displaystyle \beta ={\frac {1}{\sqrt {1-\beta _{0}^{2}}}}\!\,}
in razmerje hitrosti telesa s svetlobno hitrostjo {\displaystyle \beta _{0}=v_{0}/c\!\,}. Pri telesu, ki je zelo daleč od singularnosti je {\displaystyle r\to \infty \!\,}, zato {\displaystyle r_{\rm {g}}/r=0\!\,}. Pri tem se svetloba ne prelamlja in je {\displaystyle \gamma =1\!\,}, telo, v tem primeru Merkur, se glede na svetlobno hitrost giblje zanemarljivo počasi, da je {\displaystyle \beta _{0}=0\!\,} in tudi {\displaystyle \beta =1\!\,}. Po izpopolnjenem 3. Keplerjevem zakonu za Merkur je:
{\displaystyle \delta ={\frac {T^{2}(m_{\rm {S}}+m_{\rm {M}})}{a_{\rm {M}}^{3}}}={\frac {4\pi ^{2}}{\kappa }}=\;{\hbox{konst.}}\!\,}
Če se zanemari maso Merkurja {\displaystyle m_{\rm {M}}\!\,} glede na maso Sonca {\displaystyle m_{\rm {S}}\!\,}, je sprememba precesijskega kota za Merkurjevo prisončje v 100 letih:
{\displaystyle {\frac {24\pi ^{3}a_{\rm {M}}^{2}}{T_{\rm {M}}^{2}c^{2}(1-\epsilon _{\rm {M}}^{2})}}=42,960''\!\,,}
kjer je velika polos Merkurjeve elipse {\displaystyle a_{\rm {M}}=57,895\cdot 10^{9}} m, Merkurjeva siderična revolucija {\displaystyle T_{\rm {M}}=87,9693}d, hitrost svetlobe v vakuumu c = 2,99792458 · 108 m/s in izsrednost Merkurjeve elipse {\displaystyle \epsilon _{\rm {M}}=0,205620}. Čebotarev je leta 1941 izmeril 42,65". To je samo majhni del zasuka, ki ga niso mogli pojasniti drugače. V celoti se Merkurjevo prisončje zasuče za 5614" na stoletje. Največji del zasuka, 5039" na stoletje povzroča precesija zemeljske osi zaradi Lune in Sonca na masni kvadrupolni moment Zemlje, kar usreza polnemu krogu v platonskem letu (približno 25.765 let). Del 575" na stoletje pa povzroča motnja drugih planetov. Tudi drugim planetom se na enak način njihovo prisončje premika (Venera 8,61", Zemlja 3,84", Mars 2,54" na stoletje), vendar jih zaradi malih vrednosti še niso uspeli opaziti. Precesija prisončja planetov je torej posledica krajevnih nepravilnosti v sami geometriji Sončevega gravitacijskega polja kot prostorsko-časovni ukrivljenosti. Ko Merkur sledi obrisom popačenega prostora blizu Sonca, se njegov tir naravno prilagodi kompleksni poti v obliki gosto navite rozete. Gerber je leta 1898 privzel, da se gravitacija širi s končno hitrostjo in da to prizadene potencialno energijo. Preko Lagrangeevih gibalnih enačb je prišel do enačbe za premik in s podatkom 41" izračunal hitrost gravitacije 3,05500 · 108 m/s, ki se ujame s hitrostjo svetlobe in elektromagnetnega valovanja. Einstein je izpeljal enačbo za premik v splošni teoriji relativnosti še preden je zapisal enačbe polja v končni obliki. Gehrcke je nasprotoval njegovi teoriji, hvalil je svojo in ponovno objavil Gerberjevo delo. Kaže, da Einstein ni vedel za Gerberjevo delo. Von Seeliger je opozoril na slabost Gerberjeve izpeljave sile, von Laue pa je poudaril, da lahko zajame končno hitrost samo retardirani potencial. Takrat pa ne moremo privzeti, da Sonce miruje. Dodatno drugačno razlago se najde v Jordan-Brans-Dickeovi tenzorsko skalarni teoriji gravitacije. Sonce je sploščeno zaradi vrtenja in je treba upoštevati dodatne člene masnega kvadrupolnega momenta v gravitacijskem potencialu, ki ga ta teorija poda s skalarnim poljem χ in ta povzroča sukanje prisončja. Kot premika je v približku:
{\displaystyle \delta ^{*}=\left(1-{\frac {s}{2}}\right)\delta \!\,,}
kjer je delež skalarnega polja χ s > 0,01. Te vplive so opazovali R. H. Dicke, H. M. Goldberg, H. A. Hill in R. T. Stebbins z univerze v Princetonu. Teorijo zavračajo, ker vrtenje Sonca nosi s seboj tudi vrtenje njegovega jedra, ki ni združljivo s stacionarnim modelom Sonca in še meritve Sončeve sploščenosti so zelo težavne ter še ne dajo dovolj točnih podatkov, tako da splošna teorija relativnosti ostaja v veljavi. Pri dvojnem pulzarju PSR 1913+16, ki vsebuje dve sesedli telesi z masama 1,44 mase Sonca, je zaradi njunega medsebojnega gibanja njuna elipsa zelo iztegnjena. Pod takšnimi pogoji je precesija periastrona že 4 stopinje na leto, kar že lahko zelo dobro opazujejo. Kako si lahko danes tudi razlagamo Lescarbaultovo opazovanje, ki je francoske astronome prepričalo, da Vulkan obstaja? Vse skupaj je bilo skrajno nenavadno. V istem času je proučeval Sonce tudi francoski astronom Emmanuel Liais v Braziliji, vendar ni opazil nič nenavadnega. Njegova beseda pa ni veljala nič v primeri z Le Verrierovo. Lescarbaultov daljnogled je bil nezanesljiv in je pačil sliko. Le Verrier je po svojem slavnem obisku omenjal poškodovane naprave in napačne meritve. Kljub temu je sprejel Lescarbaultovo trditev, da je videl Vulkana. Le Verrier je to utemeljil s tem, da je Lescarbault moral delati nadvse vestno, saj sicer s takšno opremo ne bi mogel videti prav ničesar. Leta 1891 se je pokazalo, ko je Lescarbault pred Francosko Akademijo znanosti pojasnil, da je v ozvezdju Leva odkril novo zvezdo. Izkazalo se je nasprotno, da je zvezda Saturn. Lescarbault je bil slab opazovalec in je sam sebe prepričeval, da je videl nov planet. Najbrž je videl Sončevo pego ali ptico, mogoče je šlo za okvaro na njegovem daljnogledu. Tega ne bomo nikoli izvedeli. Watson in Swift sta bila nedvomno boljša opazovalca, vendar so bile njune risbe nepopolne. Oba sta zvezdo opisala kot slabotno žarečo, s sijem +4,5m. Če naj bi Vulkan vplival na Merkurjev tir, bi moral imeti 3 do 4 krat tolikšno maso kot Merkur. Poleg tega bi, če bi se res nahajal tako blizu Sonca, odbijal mnogo več svetlobe in bi bil veliko svetlejši kot Merkur, žarel pa bi vsaj tako kot Venera, desetkrat svetleje od Sirija. Watson in Swift sta Vulkan najbrž zamenjala s kakim kometom, ki je letel mimo Sonca. Vsekakor pa je mogoče, da obstajajo manjša nebesna telesa, ki so še bližje Soncu kot Merkur. Morda so to majhna skalnata telesa s premerom 10 do 15 km, podobna asteroidom med Marsom in Jupitrom. Leta 1979 je ameriška raziskovalna skupina izračunala, da bi tu na vsak način lahko obstajal roj milijonov majhnih asteroidov do 3 milijone km daleč od Sonca. Mogoče tvorijo kolobar, kakršnega imajo Jupiter, Saturn ali Uran. Tudi Henry C. Courten stalno fotografira Sončeve mrke, da bi določil položaj asteroidov. Prepričan je, da v pasu asteroidov v Merkurjevem tiru prevladuje velikanski asteroid s premerom 130 do 800 km, tako nekako kot Cerera v asteroidnem pasu med Marsom in Jupitrom. Cerera ima maso kot vsi drugi asteroidi skupaj. Če bodo vesoljske raziskave kdaj potrdile obstoj tega asteroidnega pasu, bo veliki asteroid prav gotovo dobil ime Vulkan, čeprav bo velik le desetino svojega izginulega in neodkritega soimenjaka. Ti asteroidi so Vulkanoidi.

## Odkritje Neptuna
Uran, ki ga je odkril William Herschel, je bil tedaj najbolj oddaljen znani planet. Tudi v njegovem gibanju so opazili nepravilnosti. Bil je 1,5 ločne minute oddaljen od mesta, kjer bi moral biti po napovedih Newtonove teorije gravitacije. Nekaj mesecev preden je Adams seprembra 1845 končal s svojimi preračuni lege novega sedmega planeta, je Arago prigovarjal Le Verrierju na Pariškem observatoriju, da razišče možnost obstoja tega neznanega planeta, ki bi povzročal motnje v gibanju Urana. Nekateri astronomi kot sta Bessel in John Herschel so to predlagali že prej. Le Verrier se je dela neodvisno lotil na povsem drugačen način kot Adams. Že novembra 1845 je objavil članek, ki je govoril o tem, da niti Jupiter niti Saturn ne moreta povzročati razlik v gibanju Urana, kar je z natančnim računom pokazal Bessel. Tak zunanji planet bi vplival na Uran z dodatno gravitacijo, ki jo tisti, ki so do tedaj računali njegov tir, niso upoštevali. Leta 1846 je ekstrapoliral Titius-Bodejev zakon in dobil za srednjo oddaljenost neznanega planeta 38,8. Iz načina nepravilnosti gibanja je zaključil, da je nagib novega planeta priblično enak 0, ekscentričnost poti pa je po velikosti enaka ekscentričnosti Jupitrove poti. Junija 1846, ko je vmes vneto računal, je objavil izračunano lego in maso novega planeta. Airy se je na Le Verrierjev članek odzval podobno kot pri Adamsu. Tudi njega je v pismu spraševal, če njegova teorija pojasni tako odstopanja v oddaljenosti od Sonca kot odstopanja v legi na nebu. Le Verrier je takoj odgovoril, da njegova teorija pojasni obe odstopanji in istočasno prosil Airyja, če bi lahko v Greenwichu začeli iskati nov planet. Pariški observatorij je bil takrat slabše opremljen, astronomi pa so se bolj kot s praktičnim delom ukvarjali s teoretičnimi izračuni. Najboljši daljnogled v Angliji je bil v Cambridgeu. To je bil 300 mm refraktor. Zato je za iskanje prosil Challisa, ta pa se je dela lotil površno in planeta ni odkril. Opazoval je štiri noči in si narisal lego vseh teles na področju, ki ga je v svojem pismu označil Le Verrier. Nato je na hitro pregledal 39 teles na risbah iz prve in iz zadnje noči. Ker nobeno od njih ni spremenilo lege, je pregledovanje opustil in se lotil drugega dela. Ko Le Verrier iz Anglije predolgo ni dobil nikakršnega odgovora, je 18. septembra 1846 pisal v Berlin Galleu kot pomočniku, da bi se mu zahvalil za neke publikacije in ga prosil naj preveri ali je na označenem mestu kakšen nov planet. 23. septembra 1846 mu je v observatorij poslal vse izsledke svojih preračunov poti Neptuna. Galle je od predstojnika observatorija Enckeja dobil dovoljenje za začetek iskanja. Že prvo noč je Galle skupaj s pomočnikom d'Arrestom po komaj uri iskanja našel majhno zvezdo, ki na karti ni obstajala, naslednje noči pa je odkril še njeno gibanje, potem pa še pri veliki povečavi tudi njeno planetno sled. Tako je Galle lahko določil lego planeta, ker so imeli v Berlinu čisto nove izboljšane zvezdne karte tistega dela neba kot pa v Cambridgeu, kjer je Adams končal potrebne preračune in jih pokazal Airyju. Novi planet je bil samo 52 ločnih minut od mesta, ki ga je izračunal Le Verrier. To je bilo pravzaprav srečno naključje, saj sta Le Verrier in Adams mislila, da je Neptun bolj oddaljen, ker sta se držala Titius-Bodejevega zakona. Galle je takoj naslednji dan pisal Le Verrierju in observatorija v Parizu in Berlinu sta slavila veliko zmago. V navdušenju, ki je sledilo, se je med francoskimi astronomi rodilo gibanje, ki ga je vodil Arago, in zahtevalo, naj se planet imenuje Le Verrier. Vendar je pametni svet prevladal in Le Verrier je sam imenoval ime po Neptunu, bogu morja, najbrž zaradi zelene barve planeta. Kasneje so seveda ugotovili, da so bili tudi Adamsovi računi pravilni in danes štejemo oba, Le Verrierja in Adamasa za odkritelja Neptuna. Lahko si predstavljamo, kakšen škandal je nastal v Angliji, ko se je razvedelo, kakšno priložnost sta zapravila Airy in Challis. V zgodovini astronomije bi lahko bilo zapisano: sedmi planet je odkril angleški astronom Challis po izračunih mladega angleškega astronoma Adamsa z daljnogledom, ki ga je skonstruiral angleški kraljevi astronom Airy, vendar je splet okoliščin narekoval drugačno zgodbo. V mesecu dni je Lassell v Cambridgeu odkril veliki Neptunov satelit in ga imenoval Triton, po Neptunovem (Pozejdonovem) sinu. Odkritje velikega planeta samo z računanjem je bilo najbolj dramatičen dosežek Newtonove teorije gravitacije in je seveda odstranilo vsak kanček dvoma o njej. Le Verrier je navdušeno sodeloval v revoluciji leta 1848 na strani republikancev, vendar je spremenil svoje prepričanje, drugače kot njegov prijatelj Arago, ko je Ludovik Napoleon prevzel oblast. Podpiral ga je celo potem, ko je ta izdal republikanska načela in se okronal za cesarja Napoleona III.
Po Aragojevi smrti so Le Verrierja leta 1854 imenovali za desetega predstojnika Pariškega observatorija. Kot predstojnik se je ukvarjal z vsemi planeti Osončja in je natančneje kot kdorkoli prej izračunal popravke za tire, ki jih povzročajo medsebojne gravitacije. V letih od 1858 do 1877 so izhajali njegovi razvidi (evidence) za velike planete. Podobno kot Airy je bil tudi on togoten in nepriljubljen predstojnik, ki je iztisnil veliko dela od ljudi, ki so bili pod njim. Tisti, ki so imeli to smolo, da so morali delati pod njim, so ga tako sovražili, da so ga leta 1870 na zahtevo odstranili s predstojniškega mesta. Ko je njegov naslednik Delaunay leta 1872 umrl, je Le Verrier leta 1873 ponovno dobil to mesto, vendar z omejenimi pooblastili. Nasledil ga je Mouchez.

## Priznanja

### Nagrade
Leta 1846 je za svoje znanstvene dosežke prejel Copleyjevo medaljo Kraljeve družbe iz Londona.
Kraljeva astronomska družba (RAS) mu je leta 1868 in 1876 podelila zlato medaljo.

### Poimenovanja
Po njem se imenujeta udarna kraterja na Luni (Le Verrier), na Marsu (Le Verrier), Neptunov obroč, ter asteroid 1997 Leverrier.